# Lệ Loan
Lệ Loan (tiếng Trung: 荔湾区, Hán Việt: Lệ Loan khu) là một thị hạt khu (quận nội thành trực thuộc thành phố cấp phó tỉnh) nằm ở phía tây của thành phố Quảng Châu, là một trong những quận thuộc khu Tây của Quảng Châu, tỉnh Quảng Đông, Cộng hòa Nhân dân Trung Hoa. Trụ sở chính quyền quận ở số 328, đường Trung Sơn Thất. Lệ Loan có diện tích 62,4 km2, dân số 705.400 người. Quận này có 22 nhai đạo biện sự xứ.